# Сташевский, Валерий Владимирович
Валерий Владимирович Сташевский (1882—1945, 1950?) — русский гражданский инженер и архитектор, один из самых продуктивных русских зодчих в Королевстве Югославия.

## Биография
Родился в 1882 году. Окончил Николаевскую военно-инженерную академию (1908) и Институт гражданских инженеров императора Николая I (1911). Построил главные здания Офицерской автомобильной школы на Семеновском плацу и Офицерской воздухоплавательной школы на Волковом поле в Санкт-Петербурге.
В начале 1920-х эмигрировал в Королевство Сербов, Хорватов и Словенцев. Поступил на работу в Министерство строительных работ. В 1921 по его проектам были построены три жилых дома.
В 1924 на пожертвования русских и сербов по его проекту была построена церковь св. Троицы в Белграде, в которой погребён генерал барон Врангель.
В 1925 начал работать самостоятельно, в 1927 зарегистрировал собственную фирму. В эти годы построил здание монастырской школы в монастыре Раковица в древнесербской традиции.
До 1944 спроектировал 135 домов для Белграда. В Историческом архиве Белграда хранится свыше тысячи его проектов.
После Второй мировой войны уехал в Марокко.

## Работы
- Дом русских военных инвалидов на Вождовце (1929)
- Иверская часовня на Новом кладбище в Белграде, (1930; воссоздает образ одноименной московской часовни, разрушенной в 1929)
- Школа на Чукарице (1931)
- Клуб любителей весельного спорта «Београд» на Аде Циганлии (1935, совместно с сыном Георгием)
- Клуб чиновников Народного банка на Топчидере (1938)